# Seminole (Oklahoma)
Seminole es una ciudad ubicada en el condado de Seminole en el estado estadounidense de Oklahoma. En el año 2010 tenía una población de 	7488 habitantes y una densidad poblacional de 199,15 personas por km².

## Geografía
Seminole se encuentra ubicada en las coordenadas 35°14′28″N 96°40′6″O / 35.24111, -96.66833 (35.241132, -96.668419).

## Demografía
Según la Oficina del Censo en 2000 los ingresos medios por hogar en la localidad eran de $25,120 y los ingresos medios por familia eran $29,091. Los hombres tenían unos ingresos medios de $26,765 frente a los $17,474 para las mujeres. La renta per cápita para la localidad era de $12,946. Alrededor del 19.9% de la población estaban por debajo del umbral de pobreza.